# Betty Blythe
Betty Blythe est une actrice américaine, née Elizabeth Blythe Slaughter le 1er septembre 1893 à Los Angeles (Californie), morte le 7 avril 1972 à Woodland Hills. Elle a fait l'essentiel de sa carrière à l'époque du cinéma muet.

## Biographie
Kate Blythe et Henry Slaughter du Kentucky, les parents d'Elizabeth Blythe Slaughter, n'appartiennent pas au milieu du spectacle. Mariée à Paul Scardon, Betty Blythe fait ses études à l'université de Californie du Sud.
Kate BIythe travaille au théâtre avec les troupes d'Oliver Morosco et de Morris Gest à Los Angeles, et avec sa propre troupe en Grande-Bretagne. Elle tourne pour Vitagraph, World Film, Universal, Goldwyn, Pathé, Fox Film, First National.
Elle possède une étoile au 1708 Vine Street.

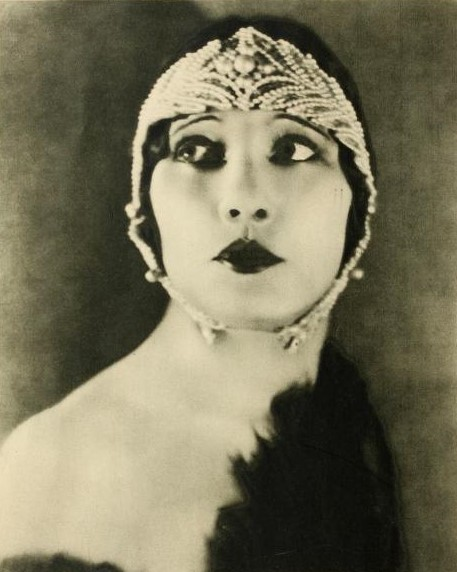
En 1924

## Filmographie partielle
- 1918 : Over the Top de Wilfrid North
- 1919 : The Undercurrent de Wilfrid North
- 1920 : La Horde d'argent (The Silver Horde) de Frank Lloyd
- 1920 : Nomads of the North de David Hartford et James Oliver Curwood
- 1920 : Occasionally Yours de James W. Horne
- 1921 : La Reine de Saba (Queen of Sheba) de J. Gordon Edwards
- 1922 : Le Sceau de Cardi (Fair Lady) de Kenneth S. Webb
- 1922 : The Darling of the Rich de John G. Adolfi
- 1924 : Pour un collier de perles (Folly of Vanity) de Henry Otto et Maurice Elvey
- 1924 : The Breath of Scandal de Louis Gasnier
- 1924 : In Hollywood with Potash and Perlmutter d'Alfred E. Green
- 1925 : Le Puits de Jacob (A Daughter of Israel) d'Edward José
- 1932 : Tom Brown of Culver de William Wyler
- 1933 : Deux Femmes (Pilgrimage) de John Ford
- 1934 : Cœurs meurtris  (A Girl of the Limberlost) de Christy Cabanne
- 1934 : La Lettre écarlate (The Scarlet Letter) de Robert G. Vignola
- 1936 : L'Enchanteresse (The Gorgeous Hussy) de Clarence Brown
- 1938 : La Fille adoptive (Romance of the Limberlost) de William Nigh
- 1938 : Gangster's Boy de William Nigh
- 1940 : Misbehaving Husbands de William Beaudine
- 1941 : Franc jeu (Honky Tonk) de Jack Conway
- 1943 : Sarong Girl d'Arthur Dreifuss
- 1944 : A Fig Leaf for Eve de Don Brodie
- 1947 : Jiggs and Maggie in Society d'Edward F. Cline
- 1948 : Madonna of the Desert (en) de George Blair
- 1951 : Un crime parfait de William Castle